# Microsoft Windows 11
Windows 11（ウィンドウズ イレブン）は、マイクロソフトが開発するWindows NT系のオペレーティングシステムである。Windows 10の後継バージョンにあたる。2021年10月5日（標準時間〈STDT〉）に公開された。開発コードネームは「Sun Valley」（サン・バレー）であり、正式発表前はWindows 10のバージョンの一つ（21H2の予定 / 実際は11の21H2と10の21H2が両方配布された）とみられていた。Windows 11のシステム要件を満たすパーソナルコンピューターは、2015年のWindows 10リリース時と同様に無償でアップグレードが可能だが、当OSより32ビット（x86）版は廃止され、64ビット版（x64版およびARM64版）のみの提供となり、先代OSのWindows 10同様、バージョンやエディションによってサポート期間が異なるので注意が必要となる。なお、2025年4月現在の時点において、既に入手済みのリテールパッケージ版のWindows 10用のプロダクトキーを利用してWindows 11のライセンス認証が可能である。

## 沿革

### 正式発表まで
2015年にリリースされて以来、Windows 10は「Windows 最後のバージョン」と見られてきた。これはマイクロソフトが社として公式に発表したものではなく、同社所属のエンジニアが技術者向けセミナーの中で「何気なく」発言したものだった。しかし、マイクロソフトがこのエンジニアの発言を特に否定しなかったことから広く既定路線と見られてきた。
Windows11は、Windows10の後継と思われていたが、実際にはWindows10Xの開発もされていた。Windows10Xは、途中で開発が中止されている。
以降、Windowsオペレーティング システムは「サービス」として、新しいアップデートが定期的（年2回）にリリースされていたが、2020年下期のアップデート（バージョン"20H2"）と2021年上期のアップデート (バージョン"21H1") はいずれも2020年上期のアップデート (バージョン"2004")と比べると小規模なものに留まっており、2021年下期にバージョン"21H2"としてリリースされるであろう開発コードネーム「Sun Valley」がユーザーインタフェース（UI）の再設計を含む大型アップデートになると報道されていた。
2021年5月25日、開発者向けイベントである「Microsoft Build 2021」の基調講演にて、CEOのサティア・ナデラが次世代のWindowsについて予告した。ナデラによると、数か月前からセルフホスティングしていたという。正式な発表については近日行うとした。この時点では前述の"21H2"に相当するWindows 10の大型アップデートの発表であるとする意見が多数だった。
しかし、ナデラの発表から1週間後、マイクロソフトは2021年6月24日午前11時（EST）に開催されるWindowsイベントの招待状の送付を開始した。
この送付時間が「11時」であること、こういった発表イベントは10時開始がセオリーな中、11時開始だったことから、ついに新しいOSとして「Windows 11」が登場するのではないかという憶測が生まれた。
2021年6月10日、マイクロソフトはYouTubeに歴代Windowsの起動音をスロー編集した「11分間の動画」を投稿した。この時、次期Windowsの名称についてさらなる憶測を呼んだ。
2021年6月15日、「Windows 11 のベータ版」とされるビルドのデスクトップ画面をキャプチャしたリーク画像がネット上にアップロードされ、同日中に、「Windows 11」とされるISOファイル（ディスクイメージ・OS ビルド 21996）もリークされた。リークされたスクリーンショットとビルドには、既に開発中止が発表された「Windows 10X」に似たユーザーインタフェースと、再設計されたアウト・オブ・ボックス・エクスペリエンス（OOBE）と「Windows 11」の名称が見て取れる。このリークビルドにおいても、システム要件として既にTrusted Platform Module（TPM） 2.0が必要とされていた。
2021年6月20日、マイクロソフトが誤って公開したサポート文書の中に「Windows 11」の記述があることが明らかとなった。

### 発表
マイクロソフトは米東部時間の2021年6月24日午前11時（日本時間6月25日午前0時）に行った「Microsoft Windows Event」と題するイベントにおいて、「Windows 11」を正式に発表した。

### 開発
2021年6月28日に初のInsider Previewが公開された。Windows 10に比べ、丸みを帯びた特徴的なユーザーインターフェース（UI）などについては既に実装されているものの、Androidアプリの実行機能の追加はまだなされていなかった。正式発表と同時に公開されたシステム要件ではインテルの第8世代Core及びAMDのRyzen 2000番台（APUは3000番台）以降のプロセッサとTPMの有効化が必須だった。
しかしプレビュー版では、第7世代Core及び初代Ryzenと、TPMが有効化されていない環境でも使用可能になるように要件が緩和されており、このうちCPUの要件については今後緩和される可能があるとされており、2021年8月末に一部モデルの緩和が発表された。
具体的には第7世代Coreの内、「Surface Studio 2」に搭載されている「Core i7 7820HQ」と第6世代のCore X、Xeon Wが新たに追加されたのみとなっており、その他の第7世代CoreやAMDのプロセッサは検証されたものの追加はされていない。
7月22日に公開されたInsider Preview Build 22000.100でTeamsのチャット機能を中心とした一部機能が統合された。

### 公開
2021年10月5日に「 Windows 11 」がリリースされる予定であることが8月31日に発表され、予定通り、2021年10月5日（米東部時間基準ではなく各タイムゾーンの2021年10月5日）に公開された。同日、女優の峰平朔良が出演し、アイドルグループ、わーすたの三品瑠香が楽曲を担当したテレビCM「Windows 11 の世界へ」も公開、放映され、富士通やNECなどPCメーカー各社よりWindows 11搭載パソコンの発売も発表された。
電気街として知られる秋葉原では、有名な1995年のWindows 95発売時の熱狂や2015年のWindows 10の発売時とは異なる反応がみられ、店頭商品の売り切れに至るような「お祭り騒ぎ」も、互換性の問題から業務用などで従来型の環境を必要とするユーザーによる先代、先々代のOSであるWindows 10や8.1の大規模な買い漁りも起きなかった。
Windows 10のリリース時と同様、1年程かけ、一般ユーザーに向けて段階的に無償で配信されるが、対象は新しいデバイスが中心で、Windows 11のシステム要件を満たしたパソコンに限られており、Windows 7やWindows 8.1などからアップグレードし、Windows 10に対応が可能だったデバイス、また、Windows 10発売後に発売された比較的新しいデバイス（概ね2015年7月 - 2019年3月までに出荷・発売されたデバイス）であっても、スペックによっては Windows 11 にアップグレードできない場合があるため、Windows 11へのアップグレードについては「システム要件」に注意が必要とされている。Windows 11における性能要件の大幅な引き上げの理由としては、セキュリティ，信頼性，互換性の3つの要素で比較的新しいハードウェアの機能に依存する仕様が追加されるため、その仕様を実現できない旧式のハードウェアを切り捨てる必要があるためである。
性能要件を満たさないパソコンでもレジストリ操作によるTPM/CPUチェック回避というバックドアを用いてアップグレードすることはできるが、マイクロソフトとしてはサポート対象外としているため推奨されない方法である。性能要件を満たさないパソコンでも一応のインストール手順は提供されているが、処理速度が著しく低下し消費電力も増える可能性，従来使えていた各種デバイスが使えなくなる可能性，Windowsの更新が行えなくなる可能性があり、依然としてWindows 11を利用するリスクは大きいままである（導入できるだけで実用的ではない可能性がある）。一般的には性能要件を満たさないパソコンの買い替えが必要になる。
リサイクルショップ、あるいはアウトレットモールなどのディスカウントショップの中には、アップサイクルをする業者も決して少なくない。一般的には「インテルの第8世代以後のCoreシリーズ（厳密にはデスクトップ用、およびゲーミング向けの大型ノート用はCoffee Lake以後、低電圧・超低電圧CPU搭載のノート用はKaby Lake Refresh、およびGemini Lake以後）、AMDはRyzenのうち、デスクトップ用は2000番台、ノート用であれば3000番台以後が売れ筋である」という。これは古い世代だとWindows 11のインストールが不可能なためとされている。またメモリーも新製品だと16ギガバイト以上が多いが、これが主流になったのは11のリリース直後の1-2年程度のことで、中古品のノートパソコンではメモリーの増設が難しく、主に中・大型ノートパソコンの場合は8ギガバイト程度のものが大多数を占めている一方、小型・軽量なモバイルノートパソコンの場合は固定式のオンボードメモリがほとんど（概ね4ギガバイト固定、または8ギガバイト固定）で、それ以上の増設が当初から不可能となっている例も少なくない。尤も、デスクトップPCはメモリーの増設が容易であるため、標準8ギガバイトのものでも、最低16ギガバイト以上に増設する例もある。

## 主な機能

### ユーザーインタフェース（UI）
正式発表前にリークされたWindows 11の開発ビルド及び、Insider Previewでは、マイクロソフトの新しいデザイン言語である「Fluent Design」のガイドラインに則ったユーザーインタフェース（UI）に変更され、半透明化のエフェクトやウィンドウの影、角が丸いウィンドウといった新しいデザインが各所に盛り込まれている。
スタートメニューも再設計され、Windows 8から10まで使われたライブタイルが廃止され、アイコンのみのボタンを配置する形となっている。なお、スタートメニューのサイズは変更不可となっている。
タスクバーも変更され、デフォルトでは「中央揃え」に配置されるようになったが、オプションで従来通りの左揃えに配置することが可能となっている
タスクバーの設定からは、「小さいタスクバーボタンを使う」と「画面上のタスクバーの位置」と「タスクバーボタンを結合する」という項目が廃止されたため、Windows Vista以前のような細いタスクバーの使用やタスクバーの位置を上や左右に表示させる方法やタスクバーのボタンのグループ化を解除という変更が出来なくなっている。
タスクバーの右クリックメニューからは「タスク マネージャー」の項目が消えたため、スタートボタンを右クリックしてタスクマネージャーを開く必要があったが、22H2で表示されるようになった。
またタスクバーの右端のデスクトップの表示のクリックではウインドウが最小化されるが、Windows 7以来のAero Peek（プレビュー）が廃止された。
エクスプローラーの変更点は、Windows 8から採用されたリボンUIが廃止され、大きなアイコンが並んだシンプルなメニューへと変更された。
エクスプローラーの一覧表示のファイルの空白の間隔はWindows 10と比較するとやや大きくなっている。
デスクトップやエクスプローラー内のコンテキストメニューも刷新され、シンプルな表示のものへと変更された。
ショートカットキーのコマンドが無くなっているが、一番下の「その他のオプションを表示」を選択すればWindows 10以前のコンテキストメニューを使用できる。また、デフォルトでWindows 10以前のコンテキストメニューを表示させることも可能。
スクロールバーはカーソルを合わせるとバーが表示されるものへと変更された。
Windows 10で導入された「タスクビュー」もデザインが刷新されている。また、スナップ機能も導入され、スナップナビゲーターにあるオプションから自動的にウィンドウの位置調整を行えるようになった。
そのほかにも、新しいシステムアイコンやアニメーション、サウンド、ウィジェットといった変更点がある。
Windows Vista以来の起動音の刷新が行われ、初期状態で有効に変更された。インタフェースやスタートメニューのデザインの多くは、開発が中止された「Windows 10X」のものを引き継いでいる。
Windows 11では新しいフォントである「Segoe UI Variable」が採用される。このフォントでは従来のSegoe UIでは考慮されていなかった、最近の高DPIディスプレイでの拡大や縮小に適した形に改善、設計されている。

### ウィジェット
Windows 11には、タスクバーの「ウィジェット」ボタンをクリックして開くことができるウィジェットが存在する。このウィジェットには、MSNニュース、スポーツ、天気、金融などが含まれる。発表前にリークされた開発者向けビルドでは、正式発表の際に紹介されたウィジェットのドラッグや並べ替えは、まだできなかった。ウィジェットを利用するには、Microsoft アカウントでのサインインが必要となる。これは、Windows 10の後期バージョンのタスクバーに登場した「ニュースと関心事項」に代わるものとして開発された。

### 統合されたアプリ
Microsoft TeamsはWindows 11に統合され、タスクバーからアクセスできるようになる。 Xbox Game PassはOS内で配布され、Xbox Series X/SのAuto HDRやDirectStorageといった機能もWindows 11に統合される。Auto HDR、DirectStorage機能の利用にはDirectX 12をサポートするグラフィックボードとNVMeソリッドステートドライブ（SSD）が必要となる。
また、これまでもMicrosoft Storeで提供されてきたロボティック・プロセス・オートメーション（RPA）ツール「Power Automate」がWindows 11では「Power Automate for desktop」としてデフォルトで付属する。

### Android アプリの利用
新しいWindows Subsystem for Android（WSA）とAndroid Open Source Project（AOSP）を使用して、AndroidアプリをWindows デバイスにインストールして実行できるようになった。ただし、Google PlayStoreを使用できないため機能面での制限が多かった。
Windows 11では、Microsoft Store内のAmazon アプリストアからAndroidアプリをコンピューターにインストールできるようになる。この機能を利用するには、Microsoft アカウント、Amazonアカウント、またWindows Amazon Appstoreのインストールが必要となる。またユーザーは、APKファイルを使用して、様々なソースからAndroidアプリをインストールできる。
2021年10月5日のWindows 11公開当時はAndroidアプリの実行機能は追加されていなかったが、Androidの利用に関する更新時にWindows 11に実行機能を付加するとみられるマイクロソフト製のアプリ「Windows Subsystem for Android」のページが既にMicrosoft Storeに存在することが判明している。
2021年10月20日には、Windows Insider Programのベータチャネルを通して、米国在住のWindows Insiderを対象としたAndroid実行機能の提供が試験的に開始された。利用には「Windows Subsystem for Android」と「Amazon Appstore」のインストールが必要となる。
「Windows Subsystem for Android」はHyper-V上でLinuxカーネル、AOSP（Android Open Source Project）ベースのAndroid 11を動作させる。インテルと協力して開発された「インテル・ブリッジ・テクノロジー」によって、ARM版アプリであっても、Intel CoreやAMD Ryzenといった一般的なパソコンのCPUでも動作させられるようになった。正式公開までにテストは数か月間続くとみられている。
2024年3月5日にマイクロソフトは「Windows Subsystem for Android」の機能を廃止すると発表した。2025年3月5日で機能自体は完全終了となり、今後のWindows用Androidエミュレーターの使用はBluestacksなどが必要である。
なお、Windowsにおいて、Androidアプリを活用しようとするシステムの構想はWindows 10時代より「Windows Bridge for Android / iOS」（ただしAndroid版は開発中止）が存在していた。

### セキュリティ
Trusted Platform Module(トラステッド プラットフォーム モジュール) 2.0（TPM 2.0）は最小システム要件の一部とされた。MicrosoftはTPM 2.0をファームウェアやハードウェアへの攻撃から保護するための「重要な構成要素」と位置づけ、さらに仮想化ベースのセキュリティ（VBS）、ハイパーバイザーで保護されたコード整合性（HVCI）、およびセキュアブートがデフォルトで有効となることを要求している。サポートするインテルおよびAMDのCPUにおいてゼロデイ攻撃から防護するためのハードウェア型強制スタック保護も備えている。また、以前のWindows同様、Windows Helloを介した多要素認証と生体認証もサポートしている。
Windows 95からWindows 10まで歴代のWindowsに標準で付属していたブラウザ「Internet Explorer」は付属せず、最新版であるIE11も2022年6月15日にサポートが終了し、廃止されるため、Windows 11での使用についてはセキュリティ面も含め公式的なサポートは受けられない。
マイクロソフトは後継ブラウザである「Microsoft Edge」（Chromium Edge）と、その「IEモード」（Internet Explorer モード）機能の使用を推奨しているが、ある設定をすればIEを起動することはできる。ファイル自体は存在しているという。
なお、この変更によりIntel Macにおいて使用可能であったBoot Camp上ではWindows 11においては公式には使用することが不可能になった。なお、Boot Campで公式で動作しないOSが存在するのはこれが初めてであり、この状態は2021年現在、改善されていない。

### Recall
ユーザーのアクティビティのスクリーンショットを自動で定期的に撮る機能。ユーザーはタイムラインの表示や検索が可能。プライバシーの問題が指摘され、当初2024年6月に予定されていたリリースが延期された。2024年11月22日よりWindows Insider向けのリリースが開始されている。

## アップデートとサポート
| バージョン                                                                                | 一般名                 | OS ビルド | リリース日     | サポート期限                                           | サポート期限                                | サポート期限                 | サポート期限                 |
| バージョン                                                                                | 一般名                 | OS ビルド | リリース日     | 一般提供チャネル                                       | 一般提供チャネル                            | 長期サービスチャネル（LTSC） | 長期サービスチャネル（LTSC） |
| バージョン                                                                                | 一般名                 | OS ビルド | リリース日     | - Home,Pro,SE, - Pro Education, - Pro for Workstations | - Enterprise, - Education, - IoT Enterprise | Enterprise                   | IoT Enterprise               |
| ----------------------------------------------------------------------------------------- | ---------------------- | --------- | -------------- | ------------------------------------------------------ | ------------------------------------------- | ---------------------------- | ---------------------------- |
| 21H2                                                                                      | N/A                    | 22000     | 2021年10月5日  | 2023年10月10日                                         | 2024年10月8日                               | N/A                          | N/A                          |
| 22H2                                                                                      | Windows 11 2022 Update | 22621     | 2022年9月20日  | 2024年10月8日                                          | 2025年10月14日                              | N/A                          | N/A                          |
| 23H2                                                                                      | Windows 11 2023 Update | 22631     | 2023年10月31日 | 2025年11月11日                                         | 2026年11月10日                              | N/A                          | N/A                          |
| 24H2                                                                                      | Windows 11 2024 Update | 26100     | 2024年10月1日  | 2026年10月13日                                         | 2027年10月12日                              | 2029年10月9日                | 2034年10月10日               |
| 25H2                                                                                      | 未定                   | 26200     | 2025年後半     | リリースから24ヵ月後                                   | リリースから36ヵ月後                        | N/A                          | N/A                          |
| 凡例: サポートが終了した旧バージョン サポート中の旧バージョン 最新バージョン プレビュー版 |                        |           |                |                                                        |                                             |                              |                              |
| 備考: 1. 2. 3. 4. 5.                                                                      |                        |           |                |                                                        |                                             |                              |                              |

コマンド プロンプトで表示される内部バージョン番号はWindows 10と同じ「NT 10.0(バージョン 10)」となっている。その代わり、10.0の次の桁番号（＝ビルド番号）がWindows 10の「1XXXX」から「2XXXX」に変更されている。Xbox One,Xbox Series X/Sでもアップデートにより強制的にWindows11ベースのOSに交換された。
バージョン23H2は、22H2時代のWindows Updateで追加されていたが意図的に無効化された新機能を有効化するパッチを適用することで「新バージョン」とする扱いを受けており、新バージョンへのアップデートは軽微な時間で済ませることができる。一方、24H2は内部構造が刷新され、ビルド番号も大きく更新されたバージョンであるが故にOSの入れ替え処理を行う形でアップデートを実行しなければならず、その結果としてWindows Update経由であろうがなかろうが、OSのアップグレードインストールと同等の所要時間がかかるので注意が必要である。
（製品版リリース当初のビルドは 10.0.22000.194)

## システム要件
Windows 11は64ビット版のみの提供となり、32ビット版の提供が終了した。Basic Input/Output System（BIOS）のサポートも終了され、セキュアブートとTPM 2.0を備えたUnified Extensible Firmware Interface（UEFI）が必要となった。32ビット版の提供終了とBIOSのサポート終了はWindows 95のリリース以来、サーバOS以外では初めてのケースとなる。
正式発表と同時にアップグレード可能な環境であるかをチェックするツール「PC正常性チェック」がマイクロソフトより配布されたが、2021年6月28日(現地時間)に配布が一時停止し、2021年9月15日に再度配布された。
当初このツールはどのコンポーネントが要件を満たしているのか・満たしていないのかを表示する機能が無く、ユーザーから期待されていた水準に達していなかったとして一時的に撤回されていたが、再度の配布に際し各コンポーネントの対応状況が確認できるように改良された。
こういった厳しいシステム要件にもかかわらず、プレリリースされたプレビュー版のWindows 11では、インストールメディアを編集することで、BIOSを搭載し、セキュアブートやTPM 2.0を搭載していないシステムにもインストールすることができる。これは、新しい要件の多くがビジネス上の理由から課されたものであり、Windows 11の機能に対する実際の技術的要件ではないことを示す証拠とも見なされている。
OEMメーカーはマイクロソフトの承認があれば、TPM 2.0を備えないパソコンを出荷できるとされているが、この措置はロシアや中華人民共和国といったネット検閲が実施される国や先進国よりも廉価な機種を販売する途上国を対象にしたものとみられている。
2021年8月末にマイクロソフトは最低要件を満たしていない古いパソコンでも、Windows Updateによるアップグレードはできないものの、「メディア作成ツール」を通し、ISOイメージを用いた「手動」でのインストールであれば可能であると明らかにした。
一方で、要件を満たすパソコンで「99.8％」安定性が向上するのに比べ、最低要件を満たさないパソコンの場合、「クラッシュする可能性が52%高まる」としているほか、インストール後にWindows Updateでドライバーを提供しない可能性を示唆、「推奨」はせず、あくまでシステム要件を満たさないパソコンへのインストールは「自己責任」で行うこととした。
また、10月5日の公開時にもシステム要件を満たしていないTPM 1.2以上のUEFIを搭載したパソコンについて、「レジストリ エディター」を使用してレジストリに変更を加え、アップグレード時のシステム要件の確認を「回避」することによって強制的にアップグレードを行う方法がマイクロソフトによって公開されたが、これについても「重大な問題が発生する可能性がある」として非推奨とした上で、アップグレード後の更新プログラムの配布を「保証しない」と述べており、マイクロソフトはWindows Updateを使用した、システム要件を満たすパソコンへのアップグレードを引き続き推奨している。
インストールメディア作成ソフト、Rufusのバージョン3.16からは、特定の設定を変更することでレジストリの改変を行わなずに要件を満たさないPCにWindows 11をインストールできるようにするインストールメディアを作成できるようになった。23H2以前(Rufus4.5以前)は作成したUSBメモリ・DVDから起動が必要であったが、24H2以降(Rufus4.6以降)は作成したUSBメモリ・DVDの中のsetup.exeをWindows上で起動することでもアップデートが可能である。
| コンポーネント                           | 基本要件 |
| ---------------------------------------- | --- |
| プロセッサ                               | 互換性のある1GHz以上で2つ以上のコアを持つ64 ビットプロセッサまたはシステム・オン・チップ (SoC) （2024年10月現在、AMDはZen+以降、インテルはCore Xシリーズ（7000X番台）、およびXeon Wシリーズ、およびKaby Lake RefleshとGemini Lakeを含む第8世代Core（8000番台）以降でアップグレード可能、また、24H2以降の各エディションはPOPCNT命令、およびSSE4.2に非対応の各種プロセッサ・SoCは非サポートとなる） |
| RAM                                      | 最低4GB ※ 「Copilot+ PC」対応PCは最低8GB (基本的には8GB以上〈「Copilot+ PC」対応PCは16GB以上〉が最適である) |
| ストレージ                               | 64GB以上 |
| システム ファームウェア                  | UEFI、セキュアブート対応 |
| TPM                                      | Trusted Platform Module (TPM) バージョン 2.0 |
| グラフィックカード                       | WDDM 2.0 ドライバーを備えたDirectX 12対応 |
| ディスプレイ                             | 対角 9インチ以上の高解像度（垂直解像度720本）ディスプレイ、8 ビット カラー |
| インターネット接続とMicrosoft アカウント | Windows 11 Homeのみ初回起動時のセットアップに、インターネット接続とMicrosoft アカウントが必要。Sモードから切り替える場合もインターネット接続が必要。 Windows 11の全てのエディションでアップデートと一部の機能の利用にインターネット接続が必要となる。一部の機能にはMicrosoft アカウントが必要なものも含まれる。                                                                                   |

| 機能                                  | 追加の要件 |
| ------------------------------------- | --- |
| 5Gのサポート                          | 5G対応モデム |
| Auto HDR                              | HDR対応ディスプレイ (Xbox Series X/S準拠の機能) |
| BitLocker                             | USB フラッシュドライブの搭載(Pro以上のエディションでのみ使用可能) |
| クライアントHyper-V                   | Second Level Address Translation (SLAT) を搭載したプロセッサ（Pro以上のエディションで使用可能） |
| Cortana                               | マイクとスピーカーの搭載。現在、オーストラリア、ブラジル、カナダ、中国、フランス、ドイツ、インド、イタリア、日本、メキシコ、スペイン、イギリス、アメリカで対応。                                          |
| DirectStorage                         | 「標準 NVM Express コントローラー」を使用し、ゲームの実行・保存が出来るNVMe SSDと6.0以上のバージョンのシェーダーモデル機能に対応し、DirectX 12(Ultimate含む)をネイティブサポートするGPUの組み合わせが必要 |
| DirectX 12 Ultimate                   | サポートするゲームとグラフィックチップで使用可能 (Xbox Series X/S準拠の性能が必要) |
| プレゼンス                            | デバイスからの人間の距離またはデバイスとの対話意図を検出できるセンサー |
| インテリジェントビデオ会議            | ビデオカメラ、マイク、スピーカー（音声出力） |
| 複数の音声アシスタント (MVA)          | マイクとスピーカー |
| スナップ                              | 3列のレイアウトには、幅1920ピクセル以上の画面が必要 |
| タスクバーからのミュート/ミュート解除 | ビデオカメラ、マイク、スピーカー（音声出力）。アプリと機能との互換性。 |
| 立体音響                              | ハードウェアとソフトウェアのサポート Windows Sonic,Dolby Atmos,DTS:X |
| Microsoft Teams                       | ビデオカメラ、マイク、スピーカー（音声出力） |
| タッチパッド                          | マルチタッチ対応の画面、モニター |
| 二要素認証                            | PINコード、生体認証（指紋リーダーまたは赤外線カメラ）、または電話のWi-FiやBluetooth機能の利用 |
| 音声入力                              | マイク |
| 音声起動                              | モダンスタンバイモデルとマイク |
| Wi-Fi 6E                              | 新しいWLAN IHVハードウェアとドライバ、Wi-Fi 6E対応AP/ルーター |
| Windows Hello                         | 生体認証用の近赤外線 (IR) イメージングまたは指紋リーダー用カメラ。生体認証センサーのないデバイスは、PINまたはポータブルマイクロソフト互換セキュリティキーを使用してWindows Helloを使用可能。              |
| Windows Projection                    | Windows Display Driver Model (WDDM) 2.0に対応したディスプレイアダプター、およびWi-Fi Directに対応したWi-Fiアダプター                                                                                      |
| Xbox アプリ                           | Xbox Live アカウント。地域によっては利用できない場合もある。 |

## 問題点
2021年10月5日の公開の Windows 11 では、公開当時いくつかの不具合が存在した。
まずエクスプローラーの消費メモリが極端に多くなる「メモリリーク」によって再起動を余儀なくされるケースや特にAMD Ryzen CPUを使用するパソコンにおいてパフォーマンスが低下し、動作が重くなるといったケースが報告された。
またWindows 11の日本語版では、一部表示の不具合が指摘されたり、レジストリへ非ASCII文字を含むキーを追加した場合にアプリが起動しなかったり、ブルースクリーン（BSoD）になるといった不具合が指摘された。
そして、USBを使用してパソコンに接続したプリンターが動作しないといった問題が指摘された。
一方で不具合ではないが「設定」アプリの「既定のアプリ」の構成について、変更時は各「ファイルの種類」（拡張子）やプロトコルごとに一つ一つ関連付けの設定を行わなければならず、「メール」、「マップ」、「音楽プレーヤー」、「フォト ビューアー」、「ビデオ プレーヤー」、「Web ブラウザー」としてアプリの目的、種類ごとに一括変更が可能だったWindows 10よりも煩雑となったが24H2で若干の改良が実施され、登場当初のような煩雑さは幾分であるが改善されている。

## 評価
2021年のWindows 11 発表時、新デザインや生産性向上のための機能は一定の評価を受けた。しかし、マイクロソフトは、Windows 11の最小システム要件について意図せずして混乱を招いた。特に、Windows 10のサポート終了時に、ユーザーのニーズは満たしているものの、Windows 11の要件を満たしていない数百万台の古いコンピューターが大量に廃棄されることが環境に与える影響について、大きく批判されている（但し先述の通り、一部のリサイクル家電ショップでは、Windows 11に対応できるようにアップサイクルしたものを販売する例もある）。
当初マイクロソフトが発表したシステム要件では、Windows 10のものより条件が厳しくなり、既存のWindows 10をインストールしたコンピューターのうち、約60％がWindows 11にアップグレードできないという事態となることが予想されている。
またWindows 11 Homeエディションでは、初回セットアップ時にMicrosoft アカウントとインターネット接続が必要となっており、この要件についても批判を受けている。
既定で中央揃えとされ、スタートボタンを中央に配置する形としたタスクバー（ただし、22H2以後のバージョンより設定をカスタマイズすることにより、スタートボタンを従来の左揃えにすることが可能となった）についても、iPhoneやAndroidといった「スマートフォン寄りのデザイン」として、古くからパソコンに慣れ親しんだユーザーからは顰蹙を買っている。一部のユーザーは「Open Shell」（旧: Classic Shell）や「Winaero Tweaker」のようなサードパーティー製のアプリケーションによる機能の補完に期待している。
Windows 11の公開後、アメリカでも様々なIT系ニュースサイトがWindows 11を検証、分析、評価している。
『Ars Technica』のアンドルー・カニンガムは、新しいデザインである「Mica」はiOSやmacOSのユーザーインタフェース（UI）を彷彿とさせると評した。パフォーマンスについてはWindows 10と同等かそれ以上であると評価し、ウィンドウ管理やその他の「有益な調整」、そしてシステム要件によって最新のPCに搭載されているハードウェアのセキュリティ機能に一般の人々がより関心を持つようになったと評価した。一方で、ウィジェットがマイクロソフトのサービスのみに限定され、サードパーティーのコンテンツに対応していないこと、タスクバーの機能やカスタマイズ性が低下していること、ウェブサイトの閲覧（ウェブブラウジング）などの一般的な作業でデフォルトのアプリケーションを簡単に選択できないこと、ファイルの種類ごとにアプリケーションを選択する必要があること、またマイクロソフトがプロセッサの互換性基準の正当性を明確にしていないことなどについて、多くの批判の声が上がっていると指摘した。
またカニンガムは「このレビューのために（Windows 11を）調べて、その内実を知るにつれ、より好感が持てるようになった」と述べつつも、このOSがWindows VistaやWindows 8と同様の「世間の認識」の問題に直面していると記した。一方で、Windows 11は初期のVistaほどパフォーマンスの問題やバグが多くなく、Windows 8ほど「バラバラ」でもなかったと指摘し、アップグレードを迷っているユーザーには、次期配布される更新プログラムによるWindows 11の修正を待つか、そのままWindows 10をしばらく使い続けることを勧めた。
『The Verge』のトム・ウォーレンは、Windows 11を「改装中の家に似ている」と評しながらも、「ここ数か月間、Windows 11を実際に使ってみたが、予想していた程響くものはなかった」と述べ、新たに変更されたユーザーインタフェース (UI) がiOSやChromeOSを彷彿とさせるモダンなものになったこと、新しいスタートメニューがWindows 10のものより「散らかっていない」と感じたこと、いくつかの純正アプリケーションの更新やSnap Assist（スナップ機能）などを評価している。一方でウィジェットパネルやMicrosoft Teamsをほとんど使用していないと述べ、Windows 10の後期バージョンで提供されていた天気表示の方が好きであること、友人や家族とのコミュニケーションにTeamsを使用していないことをその理由に挙げた。
またウォーレンは「Microsoft Store」により「伝統的」なデスクトップアプリが追加されたことも評価したが、UIの不整合によってダークモードや新しいコンテキストメニューのデザインが全てのダイアログやアプリケーションで統一されていないことや、Windows 10に続き、最新のWindows 11においても「設定」アプリの特定の設定項目において従来の「コントロールパネル」のアプレットを呼び起こして使用していることなどを指摘した。そしてタスクバーの位置の変更ができなくなった、タスクバーのボタンにファイルをドラッグして対応するアプリケーションをフォーカスすることができなくなった、マルチ ディスプレイ構成では時計がプライマリディスプレイにしか表示されないなどタスクバーの機能の「後退」や発表時に実装が「約束」された機能であるダイナミックリフレッシュレート (DRR) やユニバーサルマイクミュートボタンなどが初期バージョンには存在しなかったことなどからWindows 11は「まだ未完成であると感じている」と述べ、全体として「Windows 11へのアップグレードを急ぐことはないが、避けることもないだろう。結局の所、Windows 11にはまだ親しみやすさがあり、すべてのUIの変更の下には、何十年も使ってきた同じWindowsがそこにある」と締めくくっている。
『PC World』(英語版) はさらに批判的で、Windows 11は「個性のために生産性を犠牲にし、まとまりがない」とし、特にWindows 11 HomeではMicrosoft アカウントの取得とそれを使用したログオンが必須となること、「オフライン」のローカル アカウントを使用できないこと、タスクバーが「後退」したこと、スタートメニューが「機能的に悪い」ものになったことなどの変更点を列挙した。また
Microsoft Teamsの統合は、プライバシーに関わるものであり、ユーザーに同サービスへの切り替えを強要する「策略」であること、ファイルエクスプローラーでは、一般的な機能が不明瞭なアイコンで表示されること、デフォルトのブラウザをMicrosoft Edgeから変更することをユーザーに躊躇させるために「ひどくぞんざいな行動をとる」こと、OSが「Windows 10よりも反応が悪く、遅く、重く感じられる」ことなどを挙げ、批評した。そしてWindows 11は「実用的で生産性が高いと感じるが、多くの面で先代よりも劣っている」とし、その「最良の機能」は「奥深くに隠されていること」、「特定のハードウェアを必要とすること」 (DirectStorage, Auto HDR)、「発売時には利用できないこと」（Androidアプリのサポート）のいずれかであると結論付けている
。

## ダウングレード
Windows 10 からWindows 11 にアップグレードした場合、「Windows.old」というWindows 10にまつわるファイルがローカルディスクに残るが、10日を過ぎると永久に削除される。これは、「設定→システム→記憶域→一時ファイル」にて手動で削除することも可能で、「Windows.old」を削除した後、またアップグレードから10日以上経って自動的に削除された後でもWindows 10の時に作成した回復ドライブによる回復やパソコンの購入時に付属していたWindows 10のリカバリーディスク、マイクロソフトのホームページからダウンロードできるWindows 10の「メディア作成ツール」を用いた「クリーンインストール」によるダウングレードは可能となっている。
ただし、ドライブにあるデータが消去されるため、特にクリーンインストールを伴う方法を用いる際はWindows 11へのアップグレードの前後のみならず、Windows 10へのダウングレードの前後でも予めバックアップをとるか、32GB以上のUSBメモリを用意し回復ドライブを作成する必要がある。
1. ［設定］→［システム］→［回復］
2. ［回復オプション］→［Windows の以前のバージョン］の［戻る］をクリック。
3. Windows 11をアンインストールする理由を尋ねられ、次にWindows 11をアンインストールする代わりに最新のアップデートをチェックするかどうかを尋ねられる。［行わない］をクリックして、ロールバックを続行する。
4. 画面に表示される残りの指示に従い、［以前のビルドに戻す］を選択すると、ロールバック プロセスが開始される。
5. あとはロールバック プロセスが完了するまで待つ。完了すると、既存のファイルが保持されたまま、Windows 10に戻ることができる。

## 大手メーカー製のWindows 11プリインストールPCにおけるダウングレード
Windows 11 Pro のOEM版および、Pro Education、Pro for Workstations、Enterprise Educationを含むボリュームライセンス版に限り、旧バージョンのWindowsへのダウングレードが認められる。
OEM（メーカー製PCのプリインストール）版の Windows 11 Pro
Windows 10 Proにダウングレード可能。
ボリュームライセンスプログラムの Windows 11 Pro および Windows 11 Pro Education / 11 Pro for Workstations / 11 Enterprise Education
Windows 10 Pro および Windows 10 Pro Education / 10 Pro for Workstations / 10 Enterpriseまでダウングレード可能。
いずれもライセンス上の規定であり、行使するには旧OSのインストールメディアおよびプロダクトキーを別途用意する必要がある。なお、ボリュームライセンス版については認証方法が通常の製品とは異なっており、専用のインストールメディアとプロダクトキーが用意されている。
2024年2月現在の時点では、法人向けPCメーカー製の一部機種でダウングレード権を適用してWindows 10 Proを初期インストールしたPCが発売されている。なお、その場合でもユーザーはWindows 10 Proのプロダクトキーを入手することはできず、当該PCに対しては、別途Windows 10 Proのインストールメディアとリテール版（ダウンロード版含む）・DSP版の各種プロダクトキー、またはWindows 11 Pro用のリテール版・オンライン版・DSP版の各種プロダクトキーを入手しない限り、プロダクトキー入力やアクティベーションが必要となるためクリーンインストールはできない。